# ニュルンベルクの戦い
ニュルンベルクの戦い（ニュルンベルクのたたかい、英: Battle of Nürnberg）は、第二次世界大戦末期、バイエルン州、フランケン地方の都市ニュルンベルクにおいて行われた戦闘である。

## 概要
ナチス・ドイツによるバルジの戦いとノルトヴィント作戦の失敗後、ヨーロッパにおける第二次世界大戦は最終局面に至り、1945年4月からバイエルン地方の各都市はアメリカ陸軍第7軍による部隊に占領された。その中でニュルンベルクの占領を巡る戦闘が5日間続いた。しかし、すでに大規模な空襲によって破壊されていたニュルンベルクの占領は戦争のこの段階に至っては戦略上、特に重要ではなかったという。
フランスの解放後、連合軍はライン川を越えバイエルン地方に進んでいた。アメリカ軍によるこの地域の占領はヤルタ会談ですでに策定されており、後の占領地域の範囲に対応していた。したがって、ナチスの支配下にあるバイエルン地方の解放はアメリカ軍にかかっていた。ドイツ西部ではアメリカ軍が接近した際にいくつかの都市は戦わずに降伏したが、いくつかの場所では小規模な抵抗による激しい戦闘がおこなわれており、ニュルンベルクにおける戦いもその一つであった。
当時、神聖ローマ帝国の実質的な首都であり伝統的にドイツ国の中心地と考えられ、ナチスの会合が行われてきたニュルンベルクはドイツと連合国双方の認識から「ナチズムの聖地」として特に重視されていた。そのため、ニュルンベルクの占領を目指して侵攻するアメリカ軍と現地の守備隊による衝突は必然的なものとなっていた。

## ドイツ側の状況
- ヴィリー・リーベル（de）市長[1]

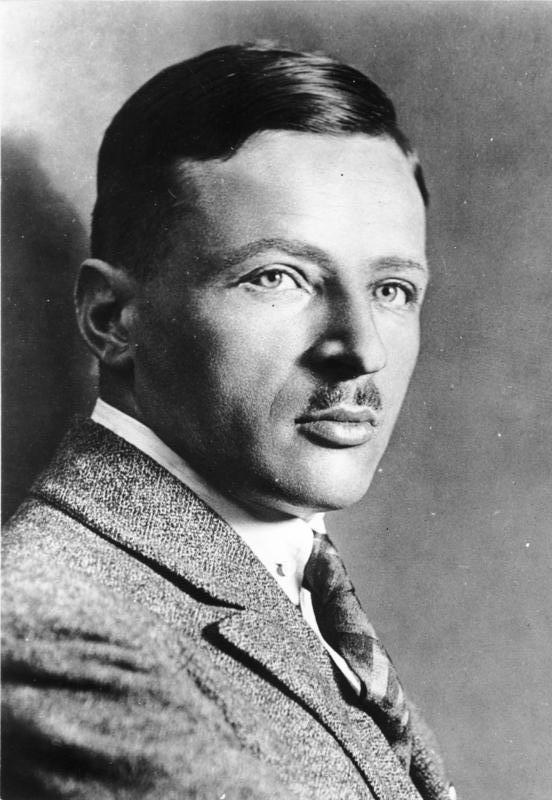
フランケン大管区指導者カール・ホルツ

- 大管区指導者及び全国防衛管区指導者カール・ホルツ（de）
- 戦闘司令官リヒャルト・ヴォルフ（de）大佐

ニュルンベルクでは、以下の部隊が防衛部隊として編成された。
- 第17SS装甲擲弾兵師団の第38SS装甲擲弾兵連隊の一部
- 第21空軍野戦連隊の一部
- 雑多な補充部隊
- 郷土防衛隊
- 飛行場の空軍地上要員
- 国家労働奉仕団（RAD）
- ヒトラーユーゲントの「戦車破壊大隊（Panzervernichtungsbataillone）」
- 国民突撃隊
- 東方義勇部隊（de）
- 銃後からの派遣団 : 16歳から50歳までの女性、国民突撃隊に徴兵されなかった男性からなり、派遣団は主に塹壕掘りや対戦車用のバリケードの建設作業にあたった。しかし、参加者は殆ど集まらず、最早プロパガンダ上の存在となっていた。

召集の結果、11,000～12,000人の14歳以上の男性が集まった。しかし、部隊の装備は貧弱であり、戦車や大砲といった兵器も存在せずライフルとピストル程度の兵器しか装備されなかった。唯一まともな兵器は、市内に設けられた約140基の高射砲であり、その中には連合国が恐れていた8.8cm高射砲も含まれていた。それらは主に防空用の固定砲台として敷設されており、RADの隊員によって運用され、ヒトラーユーゲントと東方義勇部隊の隊員がその補助に務めた。また、ニュルンベルクの操車場で大量の対空砲弾を積んだ列車が発見されたので、弾薬の不足に悩む必要はなかったという。
ニュルンベルクの防衛部隊に編入された一部の部隊は壊滅しており、補充と再編のためにフランケン地方に移されていた部隊(第38SS装甲擲弾兵連隊と第21空軍野戦連隊)であった。大半の兵士は十分な訓練を受けておらず、戦闘用の被服も不足していたが多くの隊員は戦闘に向いた私服と共に隊員用の腕章を身に着けていた。私服のみではゲリラと見なされ、捕虜となっても銃殺される恐れがあったので、腕章の着用は必要不可欠となっていた。飛行場の地上要員、そして、特にヒトラーユーゲントと国民突撃隊の装備が不足していたという。
当時、ヨーゼフ・ゲッベルスは「結局のところ、武器はそれほど重要ではない。戦闘では兵士は別の方法で武器を得るだろう。」という精神論を唱えていたが、こうした見解はヒトラーユーゲントといった「若き力」によって敵の「喉元を噛む」であろうというニュルンベルクの大管区監察官ゲオルグ・ハーバーカーンの見解と一致していた。実際ニュルンベルクの戦いにおいて、ヒトラーユーゲントの隊員は、パンツァーファウストによる攻撃や肉迫によって数メートル距離での対戦車戦闘を敢行していた。戦闘司令官のヴォルフは、各地に木材と路面電車による対戦車用バリケードを建設させたが、これらはアメリカ軍の前には全く無力であった 。ヴォルフはアメリカ軍の部隊がニュルンベルクに隣接するフュルトの町から侵入するものと見ていたが、この予測は外れていた。この誤った判断の下、彼はレドニッツ川に架かる残りの橋を爆破するよう命令していた。
ある学生は、国民突撃隊に所属した50歳の父親をこう表現している。
守備隊は都市の西側の道路、主にフュルター通りと主要道路沿いのいくつかの地点に集中していた。1945年4月7日、ニュルンベルクは「後方作戦地域（rückwärtiges Operationsgebiet）」として宣言され、国民突撃隊の召集が行われ、4月13日に完了した。

## アメリカ軍の状況

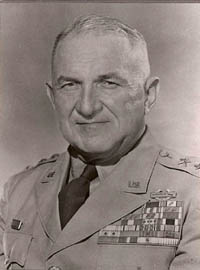
第3歩兵師団司令官ジョン・W・オダニエル

ジョン・W・オダニエル（en）指揮下の第3歩兵師団はジークフリート線を突破し、ライン川を越えバンベルク（4月13日占領）とエアランゲン（4月16日占領）を占領していた。その北と東に平行してロバート・T・フレデリック将軍率いる第45歩兵師団がヴォルムスとアシャッフェンブルクを経由して前進していた。両部隊は、ニュルンベルク、アウグスブルク、ミュンヘンの制圧を担い、ウェイド・H・ヘイスリップ（en）中将指揮下のXV軍団に属し、第7軍の指揮下にあった。さらに支援部隊には、第12機甲師団、東部の第14機甲師団、南部の第106機甲騎兵団が存在していた。ニュルンベルクでの戦闘指揮は第3歩兵師団のオダニエルが執った。
全体の戦力は約100,000人で、約 30,000人の兵士が戦闘に参加しており (特に第3・第45歩兵師団) 、これらの部隊には戦車、砲兵、重砲が装備されていた。ニュルンベルクの周辺に展開していた他の部隊はもはや必要なかったが、かつてのアルデンヌ攻勢によるドイツ軍の奇襲を避けるため、予備部隊として戦闘部隊に随伴していた。これらの部隊が前進を続けたもう 1 つの理由は、ドイツ側に秘策があるかもしれない、という司令部の懸念であった。アルプスに存在するという、いわゆるアルプス国家要塞がその一つとして問題とされていたが、実際には要塞は存在しなかった。
ニュルンベルクの南西部は閉鎖されていなかったため、ドイツ軍の部隊はローテンブルガー通り（de）を経由して撤退していた。ドイツ軍は劣勢にもかかわらず、司令部から無謀な戦闘が要求されたので、脱走兵が相次いだ。

## 戦闘
ニュルンベルクの戦いは、1945年4月16日の正午に開始された。この日の天候は暖かく、穏やかな天候であった。ドイツでは1945年4月2日より夏時間が実施されていたため、戦闘は毎日早い時間に開始された。

### 1945年4月16日
アメリカ軍の接近の報告を受けた大管区指導者のホルツは、アドルフ・ヒトラーが1945年3月19日に下したいわゆるネロ指令に従い、ニュルンベルクの都市の破壊を命じた。布告にあたって「警告！警告！特殊作戦Z : 作戦名プーマ（Achtung! Achtung! Sonderkommando Z: Code 'Puma'!）」という警報が放送された。降伏に前向きな市長のリーベルと、放送局の職員である高射砲部隊のシェダート軍曹との間の暗黙の、あるいは合意に基づく協力により放送は中止され、何千人もの命を奪うであろうこの命令は実行されずに済んだ。翌日、ホルツに詰問された際も、シェダートはその毅然とした態度から「偉丈夫」として親しまれたが、破壊命令を2回読み上げたと正直に主張した。さらにホルツは、リンデ社の冷凍倉庫に保管されていた175万kgの冷凍肉と67万kgのバターを、住民に分配するように命じた。これは、アメリカ軍に少しでも物資を与えないためにとられた処置であった。このため、1942年に食糧の配給が大幅に削減されて以来、市民は初めて本格的な食事にありつけることができた。1週間に1,700kgのパン、250gの肉、125gのバターが配られていた。
正午、アメリカ軍の戦車部隊が東のエルレンシュテーゲン（de）近郊からニュルンベルク市域に入った。午後12時45分、最初は誤って空襲警報、次に戦車警報（敵襲警報とも呼ばれる）が放送された。家屋が破壊されるにつれて各所の防空サイレンが作動しなくなったため、ラジオ放送や拡声器を搭載した車で警報を行った。非戦闘員は地下へ避難するように命じられた。4月16日、第3師団の戦車部隊は先鋒としてブッヘンビュール（de）を経由してジーゲルシュタイン（de）へ進み、第45師団の戦車部隊はエルレンシュテーゲンを経由して南西の操車場へと進んでいった。日暮れまで大きな戦闘はなく、双方とも暗闇での戦闘を避けていた。灯火管制による夜陰の中、双方は同士討ちを警戒していたが、アメリカ軍の砲兵だけは日没までに標定を済ませていたため砲撃を続けた。

### 1945年4月17日
4月17日、アメリカ軍によるニュルンベルクへの砲撃が始まった。電話による降伏勧告が市長宛てに行われたが、回答は無かった。狂信的なナチのホルツは市長のリーベルと方針を巡って対立していたが、ホルツは死守する立場をとっており、その上、ヒトラーと徹底抗戦を巡る電報を交換していたので、その意思は強固なものとなっていた。
市内では自暴自棄に冒された一部の住民による強奪や略奪が横行していた。保税倉庫のワイン倉庫では「グロテスクな酒宴」を楽しんでいた多くの者が、戦闘の砲撃により死傷していた。貨物駅では食糧を積んだ貨車が襲われた。市営の衣服倉庫や、民間企業も同様に略奪の被害を受けた。この日もアメリカ軍は前進を続け、第3歩兵師団はアルモスホフやローエのドイツ軍抵抗の拠点へ、第45歩兵師団は町の南にあるSSの兵舎へと進撃した。4月17日の夜には、北、東、南東のドイツ軍の主要戦線が失われた。

### 1945年4月18日
4月18日には、ドイツ軍守備隊による抵抗が激しくなった。北、東、南東の主要進入路（Bucher Straße、Rollnerstraße、Bayreuther Straße、Sulzbacher Straße、Ostendstraße、Regensburger Straße）では、武装親衛隊や空軍の部隊が、進撃してくるアメリカ軍に市街戦を仕掛けたが、進撃を阻止することはできなかった。
その日の夕方、アメリカ軍の部隊は旧市街の環状道路から約1km離れた地点で円陣を組み、開かれていた南西の隙間を埋めた。その日の夜、ヴォルフ、ホルツ、リーベルは、それまでの司令部のパニエブンカーが米軍の迫撃砲の射程内に入ってしまったため、アルトシュタット南西端にある警察本部のパルメンホフバンカーに移動した。ホルツは徹底抗戦による死守をヒトラーに無線で報告した。ホルツの計画では、アメリカ軍によるニュルンベルク占領を阻止することであったが、同時にその計画が非現実的であることも知っていた。仮に防衛に成功したとしても、軍事的にも政治的にも何の成果も得られず、都市の住民や部隊が大量に犠牲になるだけであった。こうした、自殺的な傾向は、ヒトラーが帝国防衛委員に要求したものと一致していた。

### 1945年4月19日

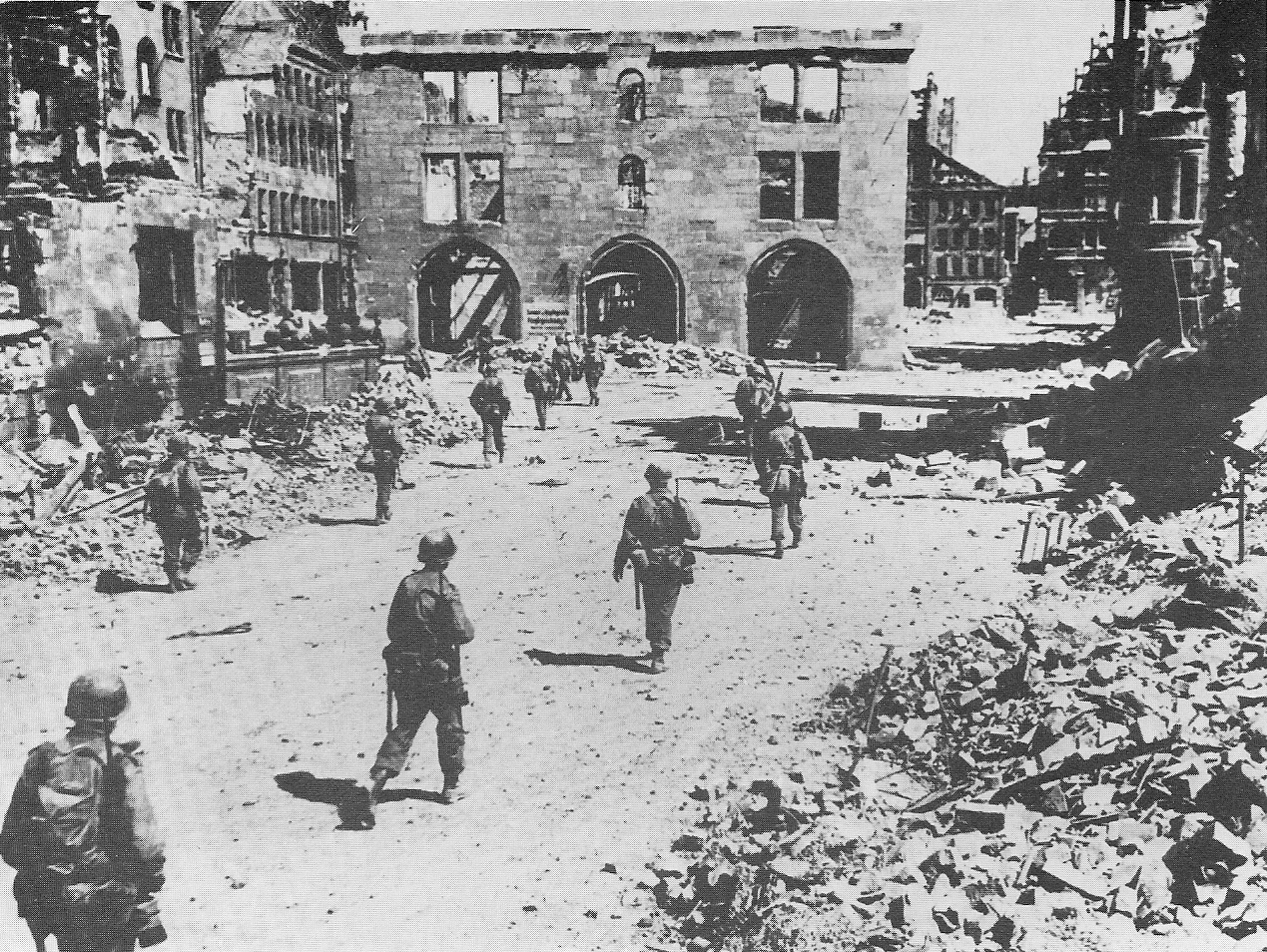
ニュルンベルク旧市街における第3歩兵師団の部隊

4月19日の朝、隣町のフュルトが戦わずして降伏したため、西の第42師団はニュルンベルクまで抵抗もなく前進できるようになった。ニュルンベルク城近くのSt.Johannis地区、プレーラー広場そして中央駅周辺といった旧市街では、市街戦が建物間での戦闘にまで発展した。特に、市街戦ではドイツ軍の狙撃兵が脅威となっていた。市街が被った損害は甚大なもので、戦後数十年を経てもなお痕跡が残されている。
4月19日の夜、アメリカ軍は最後の防衛線である旧市街の環状線まで進んでいた。そのため、米兵は中央駅前のケーニッヒ通り、そしてプレーラー広場に展開していた。

### 1945年4月20日

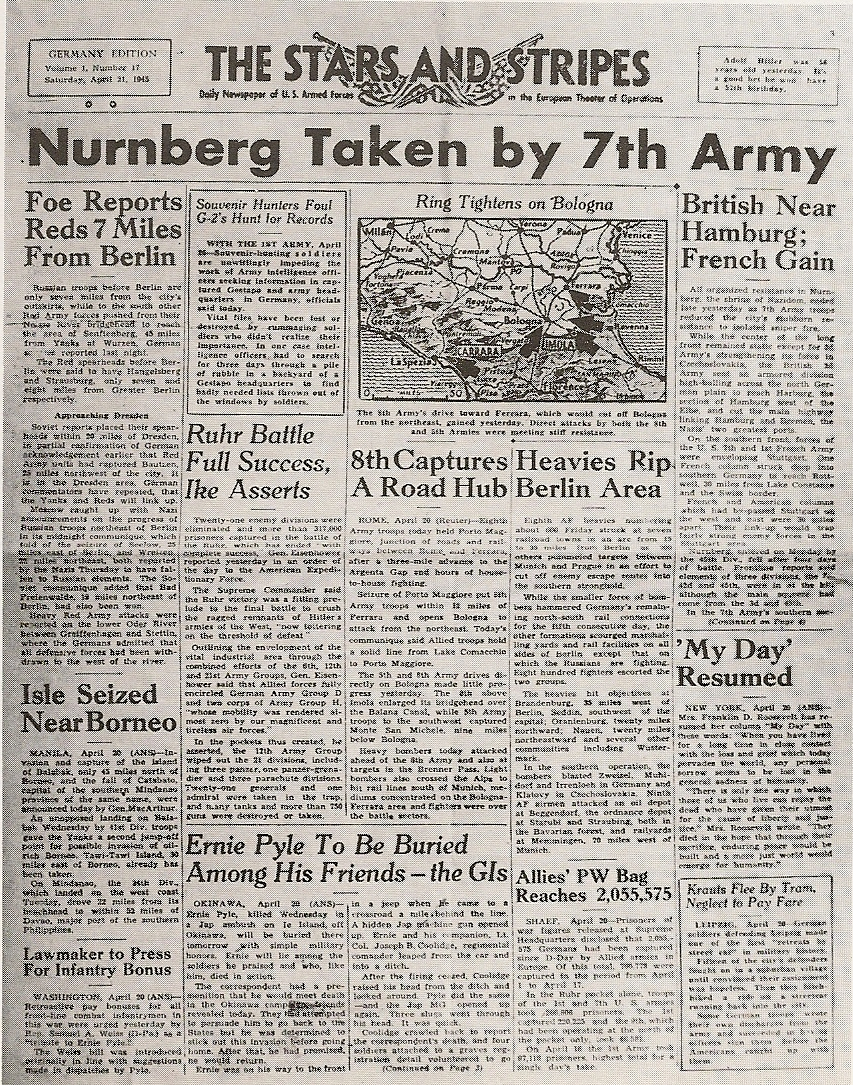
ニュルンベルクの戦いを報じる星条旗新聞（1945年4月21日版）

ヒトラーの誕生日である、4月20日、市長のリーベルは自決した。一説には、都市をアメリカ軍に明け渡そうとした所をホルツに射殺されたといわれるが、真相は未だ不明である。戦闘司令官のヴォルフによると、リーベルは午前12時30分頃、パルメンホフ地下壕のホルツの執務室で自殺したという。ブルグベルクの地下に作られた大規模な地下道の部隊が降伏した後、アメリカ軍による砲撃が止んだ。ヴォルフは、午前10時30分頃、残った防衛部隊に無線で抵抗を中止するように命じたが、町を明け渡すことはせず、部隊に行動の自由を与えた。彼は、2週間前に指揮を執ったヴュルツブルクでの戦闘と同様、わずかに残った建物を広範囲に破壊し、多くの人命を奪い、戦局に影響を与えないという結果をもたらした。そのため、個々の部隊が戦闘を続けた。特に、ホルツを中心としたグループは、数百人の警察官や軍人とともにパルメンホフの地下壕に立て篭もり、夕方まで戦闘を続けていた。その中には、ニュルンベルク警察署長のオットー・クショーも含まれていたが、彼は戦闘中に死亡した。4月20日の夕方、オダニエルはハウプトマルクトの「アドルフ・ヒトラー通り」で戦勝パレードを行った。「アドルフ・ヒトラー通り」と書かれた道路標識は、オダニエルのニックネーム「アイアン・マイク」にちなんで「アイゼルナー・マイケル・プラッツ」（鉄のマイケル広場）と改称され、その日のうちに「ルーズベルト・プレイス」と書かれた標識も追加された。パレードは、地下壕の最後の抵抗勢力による攻撃によっても妨げられず、パレードが広場で行われている間、この最後の抵抗勢力（広場から約1マイルの距離）も鎮圧された。ホルツの部隊もまた、解散の兆しを防ぐことができず、自滅的な攻撃や自殺が相次いだ。（それにも関わらずホルツ自身は、当時のヴァイツェン通りで、投降した警察官の一団とアメリカ兵に警察本部から発砲し抵抗していた）ホルツによる最後の足掻きとも思われる行動は、降伏の交渉のために地下壕に近づいてきたベルギーの議員を射殺させたことであった。オダニエルは戦勝パレードと、1945年4月12日に亡くなったフランクリン・ルーズベルト大統領への追悼を合わせて行った。
4月20日の夜、防衛司令官のヴォルフは逃亡したが、4月21日の早朝、地下室に潜伏していた所をアメリカのパトロール部隊に捕らえられた。市街地の南部では、4月24日まで個々のドイツ兵による抵抗があったという。

## 戦闘の結果
ニュルンベルクにおける戦いは、軍事的にも政治的にもほとんど無意味に終わった。その上、重要な建物や橋、各種のインフラ施設が完全に破壊された。セバルドゥス教会の塔や、多数の旧市街城門、ライン・マイン・ドナウ運河の港に面してすでに大きな被害を受けていたガス供給施設なども同様に被害を受けた。もっとも、アメリカ軍の進撃や、ダッハウ強制収容所の解放は数日遅れることになった。
ニュルンベルクの戦いでは、少なくとも901人が犠牲となった。
- 民間人と強制労働者371人
- 第3歩兵師団と第45歩兵師団のアメリカ兵130人
- ドイツ兵400人、とりわけ対戦車近接戦闘を試みたヒトラー・ユーゲントを含む

このため、防衛首脳部のリーベル、ホルツ、ヴォルフの行動は非難されている。